# Aedoeus concolor
Aedoeus concolor là một loài bọ cánh cứng trong họ Cerambycidae.